# Oreocharis rubra
Oreocharis rubra är en tvåhjärtbladig växtart som först beskrevs av Hand.-mazz., och fick sitt nu gällande namn av Mich. Möller och A. Weber. Oreocharis rubra ingår i släktet Oreocharis och familjen Gesneriaceae. Inga underarter finns listade i Catalogue of Life.